# Jana-Server
Jana-Server ist eine proprietäre Server/Proxy-Software, die unter allen Versionen von Microsoft Windows ab Windows 2000 bis Windows 7 und Windows 2008 Server lauffähig ist. Die Versionen bis v2.4.8.51 waren auch unter Windows 9x und NT 4 funktionsfähig.
Entwickelt wurde Jana-Server von Thomas Hauck. Es stehen neben der deutschen und englischen Sprachversion auch diverse andere Pakete zur Verfügung.
Für nicht kommerzielle Anwendung ist die Software kostenlos (Freeware). Eine Öffnung des Quellcodes lehnt der Autor ab.

## Funktionen
Jana-Server stellt unter anderem folgende Funktionen zur Verfügung:
- Proxyserver (HTTP, FTP, SOCKS)
- HTTP-Server
- FTP-Server
- DNS-Server
- E-Mail-Server mit Unterstützung für Antivirus- und Antispam-Programme
- SNTP-Server

Die Software loggt alle Transaktionen der Server und Proxys mit. Sie kann an verschiedene IP-Adressen gebunden und damit entweder nur auf den lokalen Rechner, im LAN oder im Internet betrieben werden.
Administriert wird die Software über eine Webseiten-Oberfläche, also von einem beliebigen Webbrowser aus, der sich im verfügbaren Netzwerk befindet.